# جزیره لرد هاوو
جزیره لرد هاوو با شکل نامنظم هلال مانند که از باقی‌ماندهٔ گدازه‌های آتشفشانی به وجود آمده‌است در دریای تاسمان و بین استرالیا و نیوزلند قرار دارد. گروه جزیره لرد هاوو بخشی از ایالت نیو ساوت ولز است.

این جزیره حدود ۱۱ کیلومتر طول و بین ۲٫۸ کیلومتر و ۰٫۶ کیلومتر عرض دارد گسترده‌ای با مساحت ۱۶٫۵۶ را پوشش می‌دهد و بلندترین نقطه این جزیزه کوه گوور با ارتفاع ۸۷۵ متر است. مجموعه جزیزه‌های لرد هاوو شامل ۲۸ جزیره‌است که در سال ۱۹۸۷ به عنوان مکانی طبیعی و دارای جاذبه‌های متنوع و همچنین دارای جنگل‌های دست نخورده در میراث جهانی یونسکو به ثبت رسید.

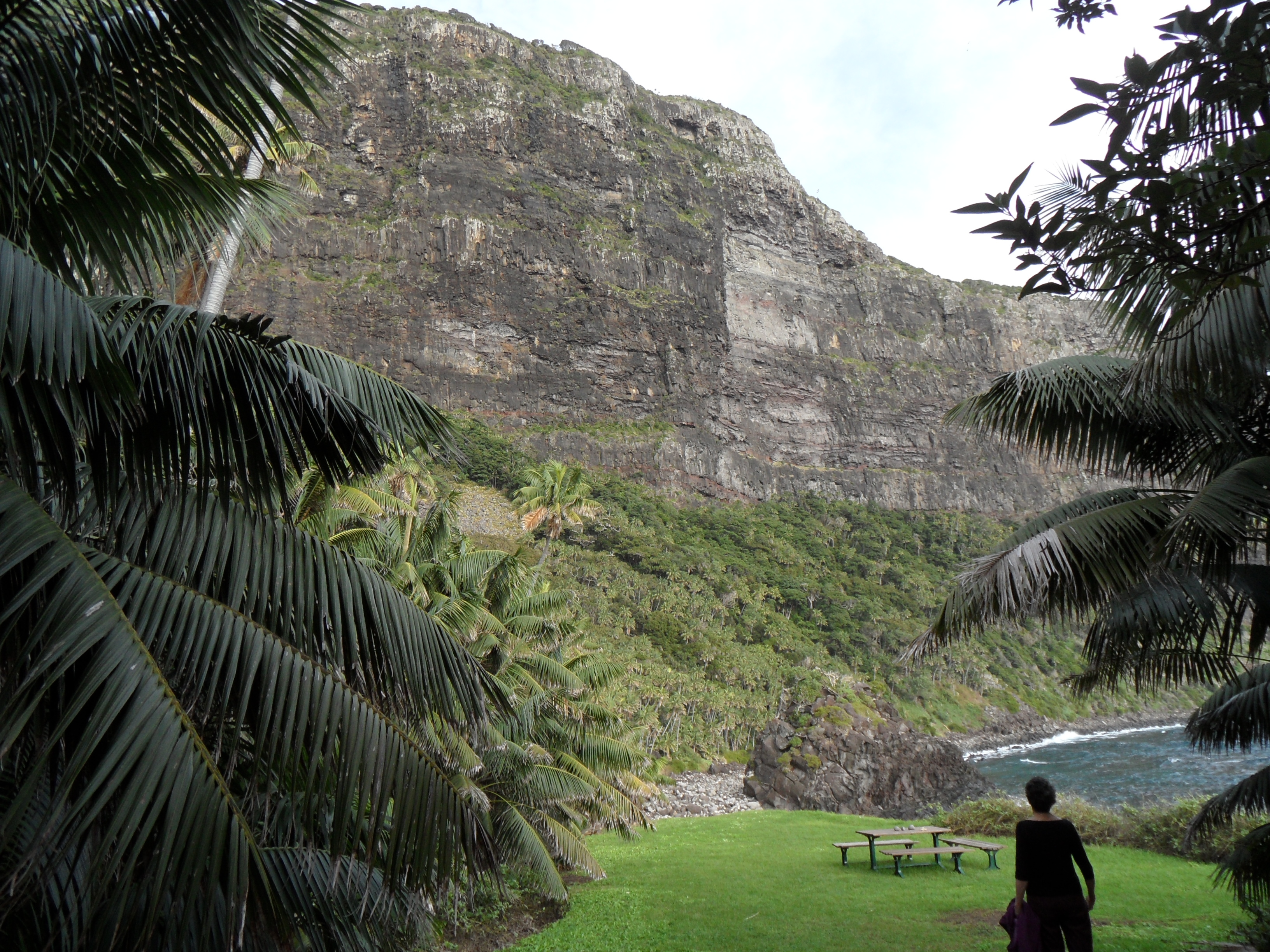